# Шелига, Александер
Александер Шелига (словен. Aleksander Šeliga; 1 февраля 1980, Целе) — словенский футболист, вратарь. Выступал в сборной Словении.

## Карьера

### Клубная
Первым клубом в профессиональной карьере Александера был «Целе», с которым он подписал контракт в 1997 году. Первые пять сезонов Шелига появлялся на поле нечасто, но начиная с сезона 2001/02 стал основным голкипером клуба. В «Целе» он играл до 2005 года, после чего перешёл в один из сильнейших клубов чешского чемпионата — пражскую «Славию», но за сезон сыграл лишь в 2-х матчах. В 2006 году Шелига вернулся в родной «Целе», где играл ещё 3 сезона. В общей сложности Александер провёл в составе этой команды 190 матчей в чемпионате.
Летом 2009 года Шелигой заинтересовались 2 клуба из Нидерландов. Первым был «Херенвен», потренировавшись с которым, контракта словенец не подписал. Вторым клубом была роттердамская «Спарта», которая после возвращения в ПСВ арендованного Кассио Рамоса остро нуждалась в голкипере. Именно с этим клубом Шелига и подписал 2-летний контракт и с первого сезона стал основным голкипером команды.

### Международная
С 2007 года Шелига вызывался в сборную Словении, однако длительное время не мог дебютировать в ней. Лишь 3 марта 2010 года, после удачного сезона в «Спарте», Александеру было доверено защищать ворота сборной в товарищеском матче с командой Катара, в котором он вышел на замену и отстоял «на ноль». В том же 2010 году Матьяж Кек включил вратаря в заявку на чемпионат мира как одного из дублёров Самира Хандановича.

## Достижения
«Целе»
- Обладатель Кубка Словении: 2005